# Plagiothecium novogranatense
Plagiothecium novogranatense är en bladmossart som beskrevs av Mitten 1869. Plagiothecium novogranatense ingår i släktet sidenmossor, och familjen Plagiotheciaceae. Inga underarter finns listade i Catalogue of Life.